# تاكاشي ماتسوناغا
تاكاشي ماتسوناغا (باليابانية: 松永貴志؛ بالكانا: まつなが たかし) هو عازف جاز وعازف بيانو وملحن ياباني، ولد في 27 يناير 1986 في آشيا في اليابان.

## وصلات خارجية
- الموقع الرسمي
- تاكاشي ماتسوناغا على موقع IMDb (الإنجليزية)
- تاكاشي ماتسوناغا على موقع ميوزك برينز (الإنجليزية)
- تاكاشي ماتسوناغا على موقع أول ميوزيك (الإنجليزية)
- تاكاشي ماتسوناغا على موقع ديسكوغز (الإنجليزية)
- تاكاشي ماتسوناغا على موقع ANN person (الإنجليزية)